# Съвместна мултидисциплинарна комисия между България и Северна Македония
Съвместната мултидисциплинарна експертна комисия по историческите и образователни въпроси на България и Северна Македония е създадена в резултат на Договора за приятелство, добросъседство и сътрудничество между Република България и Република Македония, подписан на 1 август 2017 г. и влязъл в сила на 14 февруари 2018 година.

## Членове

### Членове от България
Определянето на съпредседател, структура и състав от българска страна е взето с решение на Министерския съвет.
- проф. д-р Ангел Димитров (съпредседател)
- доц. д-р Наум Кайчев (заместник-съпредседател)
- проф. д.ф.н. Момчил Методиев
- чл. кор. проф. д.и.н. Иван Илчев
- проф. д-р Даниел Вачков, директор на Института за исторически изследвания към БАН
- проф. д-р Кирил Топалов
- доц. д-р Бони Петрунова, директор на Националния исторически музей

### Членове от Северна Македония
- проф. д-р Ванчо Георгиев – преподавател в Института за история към Философския факултет от Университет „Св. Кирил и Методий“, Скопие (2018 – 22 октомври 2021 г.,[2] съпредседател от септември 2024)[3]
- д-р Александър Литовски – историк от Институт и музей Битоля (2018 – 31 декември 2020 г.,[4] отново от септември 2024)[3]
- Митко Панов – научен сътрудник в ИНИ (от септември 2024 г.)[3]
- проф. Никола Минов – философски факултет на Скопския университет (от септември 2024 г.)[3]
- Сашо Додевски – „Министерството за образование и наука“ (от септември 2024 г.)[3]
- Бесник Емини – Институт за духовно и културно наследство на Албанците – Скопие (от септември 2024 г.)[3]
- проф. д-р Димитър Льоровски Вамваковски – висш научен сътрудник и извънреден професор от Отделението за история на Балканите и на Македония (1800 – 1914) към Института за национална история (от 13 септември 2022)[5]

#### Бивши членове
- акад. проф. д-р Драги Георгиев (съпредседател) – директор на Института за национална история от Университет „Св. Кирил и Методий“, Скопие (от 2018 до септември 2024 г.)
- изв. проф. д-р Петър Тодоров – изследовател в отделението по история на Македония по време на Османо-турското владичество от Института за национална история към Философския факултет от Университет „Св. Кирил и Методий“, Скопие (от 2018 до септември 2024 г.)
- доц. д-р Дарко Стоянов – изследовател в отделението за стара и средновековна история на Македония (до 1371 г.) от Института за национална история към Философския факултет от Университет „Св. Кирил и Методий“, Скопие (от 2018 до септември 2024 г.)
- д-р Любица Спасковска – лектор по европейска история в Ексетърския университет, Великобритания (от 2018 до септември 2024 г.)
- проф. д-р Любчо Ристески – преподавател в Института за етнология и антропология към Природо-математическия факултет от Университет „Св. Кирил и Методий“, Скопие (до септември 2024 г.)
- доц. д-р Исамедин Азизи – доцент в Института за национална история (от 12 януари 2021 до септември 2024 г.)

## Решения
- Общо честване на Св. св. Кирил и Методий[6]
- Общо честване на Свети Наум Преславски[7]
- Общо честване на Свети Климент Охридски[7]
- По време на Първата българска държава в територията, която е днешна Македония, е била разпространена книжовността и образованието благодарение на Преславската и Охридската книжовна школа.
- Общо честване на цар Самуил[7] / Цар Самуил е легитимен представител на Българското царство[6]
- Общо честване на Григор Пърличев[6]